# Лазебный, Николай Семёнович
Николай Семёнович Лазебный (29 ноября) 1919, Челябинск — 28 января 1991) — советский хозяйственный, государственный и политический деятель. Участник Великой Отечественной войны.

## Биография
Родился в 1919 году в Челябинске. Член ВКП(б) с 1942 года.
Участник Великой Отечественной войны. С 1945 года — на хозяйственной, общественной и политической работе. В 1949 году окончил Сибирский металлургический институт. В 1945—1983 годах — мастер, заместитель начальника, начальник цеха завода механических прессов, заместитель начальника Барабинской и Славгородской геологических экспедиций, заведующий Промышленно-транспортным отделом Областного комитета ВКП(б), 2-й секретарь и 1-й секретарь Областного комитета КПСС Горно-Алтайской автономной области, заместитель председателя исполнительного комитета Алтайского краевого совета.
Избирался депутатом Верховного Совета СССР 6-го, 7-го, 8-го и 9-го созывов.
Скончался 28 января 1991 года.

## Награды
- Медаль «За отвагу»
- Орден Отечественной войны I степени
- Орден Ленина (9 сентября 1971)
- Орден Трудового Красного Знамени (1966, 1969, 1976)